# Schimonsky (Adelsgeschlecht)

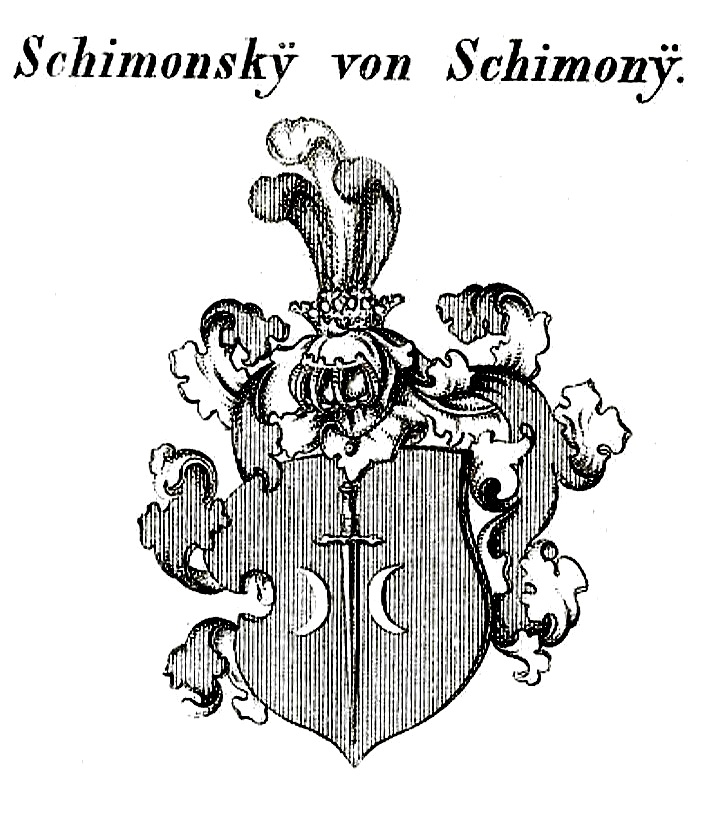
Wappen der Schimonsky von Schimony nach einem Kupferstich

Wappen des Fürstbischofs Emanuel von Schimonsky

Schimonsky ist der Name eines alten schlesischen Adelsgeschlechts.

## Geschichte und Herkunft
Wie bei vielen schlesischen Adelsgeschlechtern ist auch bei der Familie Schimonsky die Herkunft nicht abschließend geklärt. In der Ausgabe des Deutschen Adelslexikons wird eine Ableitung von Szymónie im Fürstentum Siewiercz favorisiert. Doch wird an anderer Stelle nachgewiesen, dass im 15. Jahrhundert der betreffende Ort Siemonia sich im Besitz der Familien Ławszowa (Stammwappen Strzemie) und Swircznaia (Stammwappen Nowina) befand. Schließlich vermutete der Direktor des Breslauer Staatsarchivs, Dr. Paul Pfotenhauer, hier eine mögliche Ableitung vom Ort Simmenau im Kreis Kreuzburg.
Die Familie erscheint in Schlesien erstmals im Kreis Kreuzburg unter den Schreibweisen Siewierski, Siemonski, Simonsky, Schimonsky und auch als Skalansky. Als Stammvater gilt Nikel Siewierski, 1489 auf Skalung erwähnt, verheiratet mit Barbara von Spiegel.

## Wappen
Die Familie führt eine Version des Stammwappens Ostoja. Hier: In Rot ein gestürztes gelbes blankes Schwert zwischen zwei abgewendeten weißen Halbmonden. Auf dem Helm mit rot weißen Decken drei Straußenfedern rot weiß rot.

## Personen
- Gottfried Leopold von Schimonsky (* 1695; † 28. März 1763), Dr. theol., studierte in Krakau und Rom, erhielt am 17. Februar 1718 die Priesterweihe, Pfarrer in Altcosel und Lubowitz und danach Erzpriester von Sohrau.
- George Anton von Schimonsky (* um 1700; † 1754), erster preußischer Landrat im Landkreis Neisse
- Carl Joseph von Schimonsky (* 1705; † 11. August 1776), ab 1743 Landrat des Kreises Ratibor, ab 1773 Direktor der Oberschlesischen Fürstentumlandschaft, verheiratet mit Maria Eleonore Symon von Ehrenkron (1721) und anschließend mit Caroline Freiin von Gruttschreiber (1738)
- Emanuel von Schimonsky (* 23. Juli 1752; † 27. Dezember 1832), Fürstbischof von Breslau

Anmerkung: Dietrich Leberecht von Schimonsky (* 2. August 1740; † 21. Februar 1826), preußischer Generalmajor gehört nicht zu dieser Familie.